# 鹿児島空港
鹿児島空港（かごしまくうこう 英語: Kagoshima Airport、IATA: KOJ, ICAO: RJFK）は、鹿児島県霧島市にある空港。ターミナルビルは霧島市溝辺町麓に位置する。空港法第4条第1項第6号に該当する空港として政令で定める空港（国管理空港）に区分される。

## 概要
鹿児島市の北東30kmに位置する。鉄道でのアクセスは悪いが、E3九州自動車道溝辺鹿児島空港インターチェンジに近いため高速道路を経由したアクセスは良好である。熊本県南部（人吉市、球磨郡各町村、水俣市および葦北郡津奈木町）や宮崎県南西部（小林市やえびの市および都城市）などの利用者も多い。鹿児島市街地からは空港連絡バス（九州自動車道経由）が日中約10分間隔で運行されており、鹿児島中央駅からの所要時間は38分である。
鹿児島空港の国内線は日本エアコミューターのハブ空港で、日本航空、全日本空輸、スカイマーク、ジェットスター、フジドリームエアラインズ、IBEX、ピーチ、ソラシドエアなどが就航している。鹿児島空港は多くの離島路線を抱えていることもあり、第二種空港としては国内有数の規模である。海上保安庁第十管区海上保安本部鹿児島航空基地を併設している。
空港の立地は標高272mにある。有視界飛行の小型機が、宣伝などの目的で最低安全高度以下の飛行許可を取って飛行し鹿児島空港に戻る場合は、着陸のために上昇するという他の空港ではあまり見られない状況が起きる。
平成29年国交省告示第832号により、地方空港では初めてとなるターミナルコントロール空域の再編が行われ、2017年10月12日より宮崎空港の管制業務の一部（出発・進入、新田原飛行場への管制）を鹿児島空港で行うことになった。それに伴い、鹿児島空港事務所内にターミナル空域管制施設が設置された。このほか、鹿児島県内で航空管制官・航空管制運航情報官を置かない種子島空港・屋久島空港・喜界空港・徳之島空港・沖永良部空港・与論空港の6空港におけるリモート管制を行う鹿児島飛行援助センター（FSC）を設置する。
また、イギリスの航空・空港関係格付会社スカイトラックス社「世界ベスト空港（World's Best Airport）」国内線部門（調査対象期間：2022年8月～2023年2月）において世界第7位に選ばれた。

## 統計

### 利用者数
元のウィキデータクエリを参照してください.

年間利用客数は国内5,041,011人、国際130,665人の計5,171,676人である（2014年度）。九州では福岡空港に次いで第2位、日本国内では、都市規模の大きい仙台空港、神戸空港、広島空港を上回っている。

#### 就航路線別旅客数
| 行き先       | 旅客数    | 国内線順位 |
| ------------ | --------- | ---------- |
| 東京国際空港 | 約244万人 | 上位05位   |
| 大阪国際空港 | 約066万人 | 上位42位   |

## 沿革

### 鹿児島市営飛行場・海軍基地時代
- 1932年（昭和7年） - 鹿児島市鴨池地区に、鹿児島市営水陸両用飛行場が建設[6]。
  - 第二次世界大戦中は、海軍鹿児島基地として使用。

### 鹿児島市鴨池時代の鹿児島空港
- 1957年（昭和32年）7月1日 - 旧・鹿児島空港（通称・鴨池空港。現在の鹿児島市鴨池新町付近）が開港[6]。鹿児島タワーが3階建ての管制塔を使って、管制官4名体勢で管制業務を開始[1]。滑走路（滑走路方位18-36、1200m x 30m）とその中央部にエプロンを結ぶ短い誘導路が1本あり、東側は護岸や防波堤、西側は境界柵で囲まれていた[1]。開港開港当初から定期便として、極東航空が鹿児島-宮崎-大阪線（1往復/日）を開設しDC-3が就航し、鹿児島-福岡（1往復/日）にはデ・ハビランド・ダブが就航した[1]。
- 1961年（昭和36年）9月23日 - 2月1日に全日本空輸に対して免許されていた沖縄線が週2往復で就航。使用機材はF-27。当時は国際線であった[7]。
- 1962年（昭和37年） - 全日空による沖縄線開設に伴い、CIQを有する税関空港として指定を受ける[1]。第10管区海上保安本部の航空基地が設置される[1]。
- 1964年（昭和39年） - 1967年（昭和42年） - 空港拡張整備工事が行われる[1]。
- 1966年（昭和41年）9月18日 - 全日空機鹿児島空港オーバーラン事故が発生。
  - 6月 - 様々な調査・検討を踏まえて、鹿児島県大型空港建設推進協議会において十三塚原に新空港建設の決定がなされた[1]。鴨池空港の滑走路はオーバーラン部分を含めて1200mであり、実質1080mと短い上、北側には進入表面限界ぎりぎりの高さで県立体育館があり、南側には1m余りの護岸があり、パイロットにとって大きな負担となっていた[1]。また、滑走路東側には農耕地があり、正規のルート（護岸沿いに歩くルート）を通らず、滑走路を横切って近道をする農民その他が発生し、航空機の運航に支障を来すことがあった。さらには交通量の増加に伴い、滑走路の延長と大型機の運航が検討されたが、最大で1720m （オーバーラン部分120mを含む）が限界であることや環境面などの観点から移転が決断された[1]。
  - 同年の暮れにターミナル・レーダー管制業務が運用開始[1]。
- 1972年（昭和47年）3月31日 - 移転のため、閉港

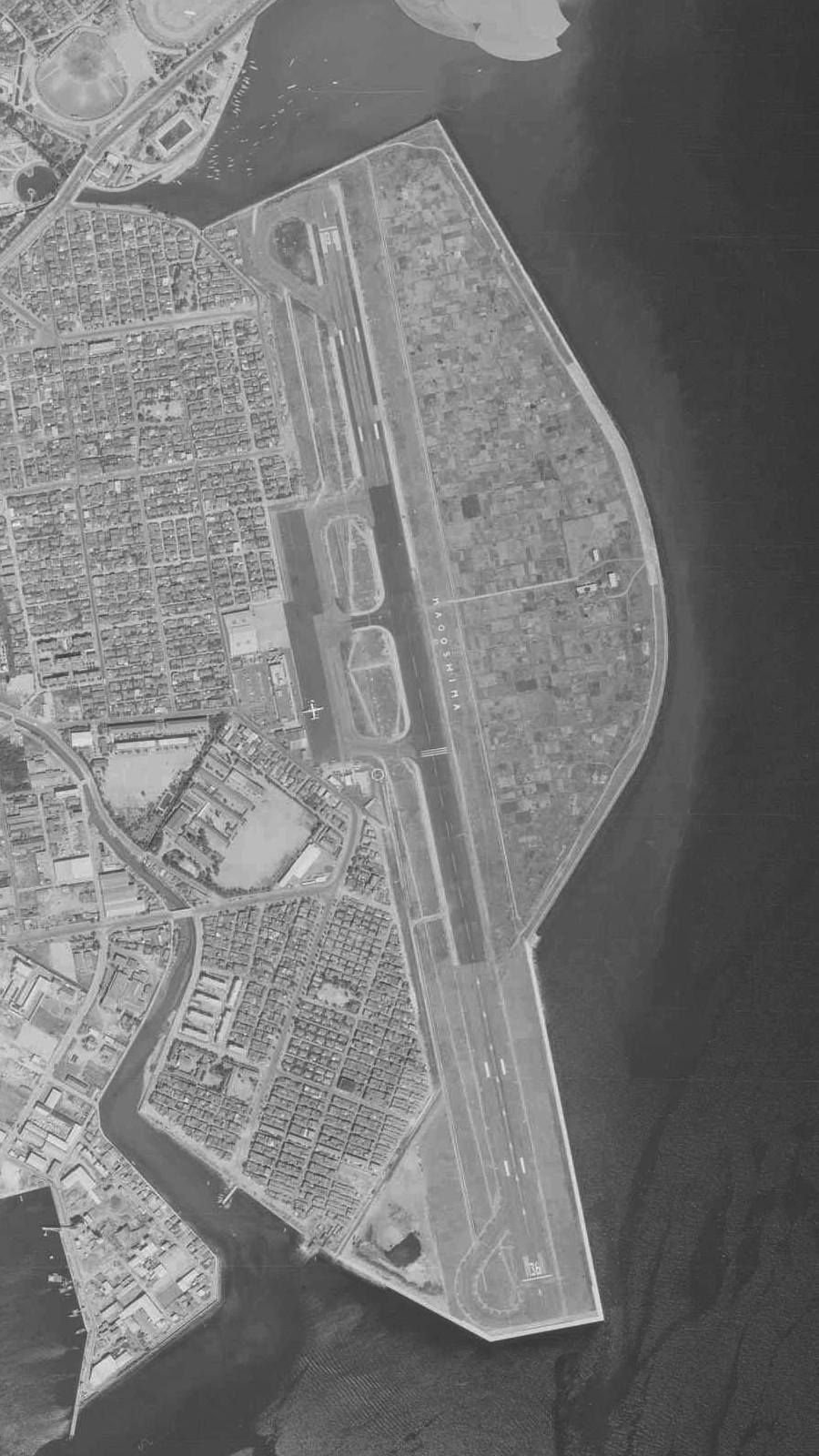
旧鹿児島空港の白黒空中写真（1967年撮影）
国土交通省 国土地理院 地図・空中写真閲覧サービスの空中写真を基に作成
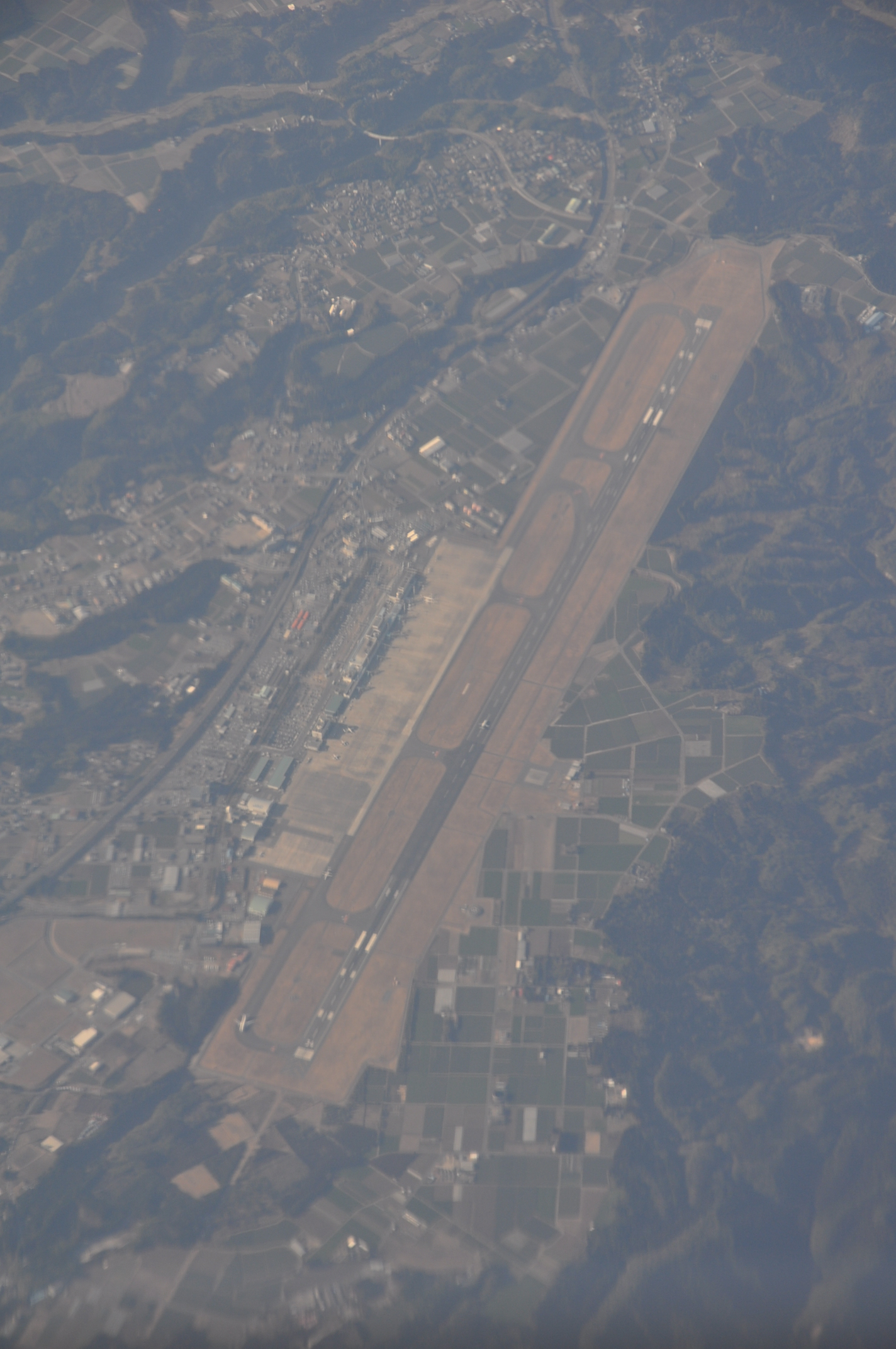
2013年冬、鹿児島空港空撮

### 現・鹿児島空港

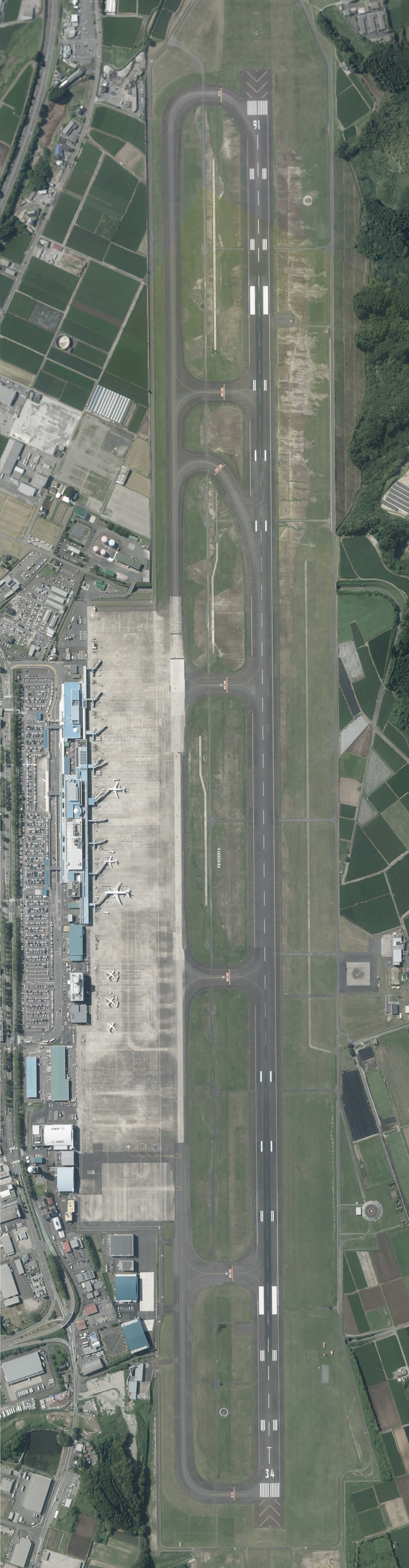
鹿児島空港の空中写真（2023年撮影）

- 1970年（昭和45年）3月 - 総工費58億円にて鹿児島県により新空港建設着工。
- 1972年（昭和47年）
  - 4月1日 - 完成した鹿児島空港が鹿児島県から国へ譲渡され、開港する。滑走路は、2500m x 45m。エプロン13バース（エアバス級用 4 バース、B-727級用 9 バース）、平行誘導路、ILSやVOR/DME、航空照明施設など、当時の東京、大阪両国際空港と同等の設備を備える[1]。当初より国内線とは別に国際線専用ターミナルを擁するなど、ローカル空港としては先駆的であった[1]。開港当日は雪が舞う珍しい天候であった[1]。
  - 6月3日 - 日本航空が香港線を開設しDC-8が就航した[1]。
  - 12月13日 - エアナウルがナウル線を開設してF-28が就航した[1]。
- 1977年（昭和52年）1月6日 - エアニューギニーがポートモレスビー線を開設してB707が就航した。
- 1979年（昭和54年）11月18日 - 桜島の東、数十キロの空域を飛行中の全日空L-1011 2機が、桜島の爆発により巻き上げられた砂（小さな石）に遭遇し、操縦席の前面ガラス （一番外側のシールド部分）に蜘蛛の巣状のひび割れが発生。視界不良でフル・オート・ランディング[1]。
- 1980年（昭和55年）10月2日 - 滑走路を3000mに延伸し、供用開始（第3次空港整備5ヶ年計画による）[1]。
- 1990年（平成2年）5月29日 - 大韓航空がソウル線を開設。
- 1999年（平成11年）3月 - ARTS-E（ターミナルレーダー情報処理システム）運用開始。覆域60NM[1]。
- 2017年（平成29年）
  - 3月26日 - 運用時間を7時半から21時半までの14時間から7時から22時までの15時間に延長。
  - 10月12日 - 宮崎ターミナル・レーダー管制が、鹿児島空港からの広域管制へ移行。宮崎飛行場管制(GND/TWR)は、引き続き宮崎空港で担当(国交省告示第832号)[2]
- 2019年（平成31年）
  - 4月 - 国際線ターミナルビル増改築工事着工。
- 2020年（令和2年）
  - 7月末日 - 国際線ターミナルビル増改築工事竣工。
- 2021年（令和3年）
  - 10月 - 九州初となるビジネスジェット専用ターミナル「桜島」を10月20日竣工公表。22日から運用開始[8][9]。
- 2024年（令和6年）
  - 年度内 - 鹿児島飛行援助センターを廃止。リモート管制を福岡空港事務所福岡対空センターに移管予定[10][11][12]。

## 施設

### 国際線ターミナル
- 長崎税関 鹿児島空港出張所 : ビジネスジェット専用施設「桜島」も対応
- 福岡出入国在留管理局 鹿児島出張所（出入国監理官派遣） : ビジネスジェット専用施設「桜島」も対応
- 福岡検疫所 鹿児島空港出張所 : ビジネスジェット専用施設「桜島」も対応
- 鹿児島銀行 外貨両替機（1階） : 外貨両替は米ドルのみ対応（国内線ターミナル側有人窓口も対応可）
- 有料特別待合室ハイビスカス（3階）
- 礼拝堂（3階）
- 動物検疫所 門司支所 鹿児島空港出張所（空港外:JR嘉例川駅へ向かう道路沿い案内看板あり） : 九州内福岡・長崎・鹿児島の3空港が併設対応し周辺対応施設が充実しているため食用馬や競走馬をはじめとした動物輸送チャーター便飛来が多い[13][14]

### 国内線ターミナル
- 空港施設内に鹿児島空港内簡易郵便局が設置されている ※一時閉鎖中[15]

- 鹿児島銀行鹿児島空港出張所があり外貨両替等窓口業務も行っている。
- 到着ロビー
  - 1階 - 空港温泉足湯 おやっとさぁ
  - 2階 - エアポートギャラリー、ワークブーステレキューブ (ラウンジ横)
  - 3階 - 屋上・展望デッキ、ソラステージ
- 制限エリア外
  - 空港ラウンジ「スカイラウンジ菜の花」
  - ファミリーマート（鹿児島銀行ATM付設）
- 制限エリア内
  - サクララウンジ
  - ANAラウンジ

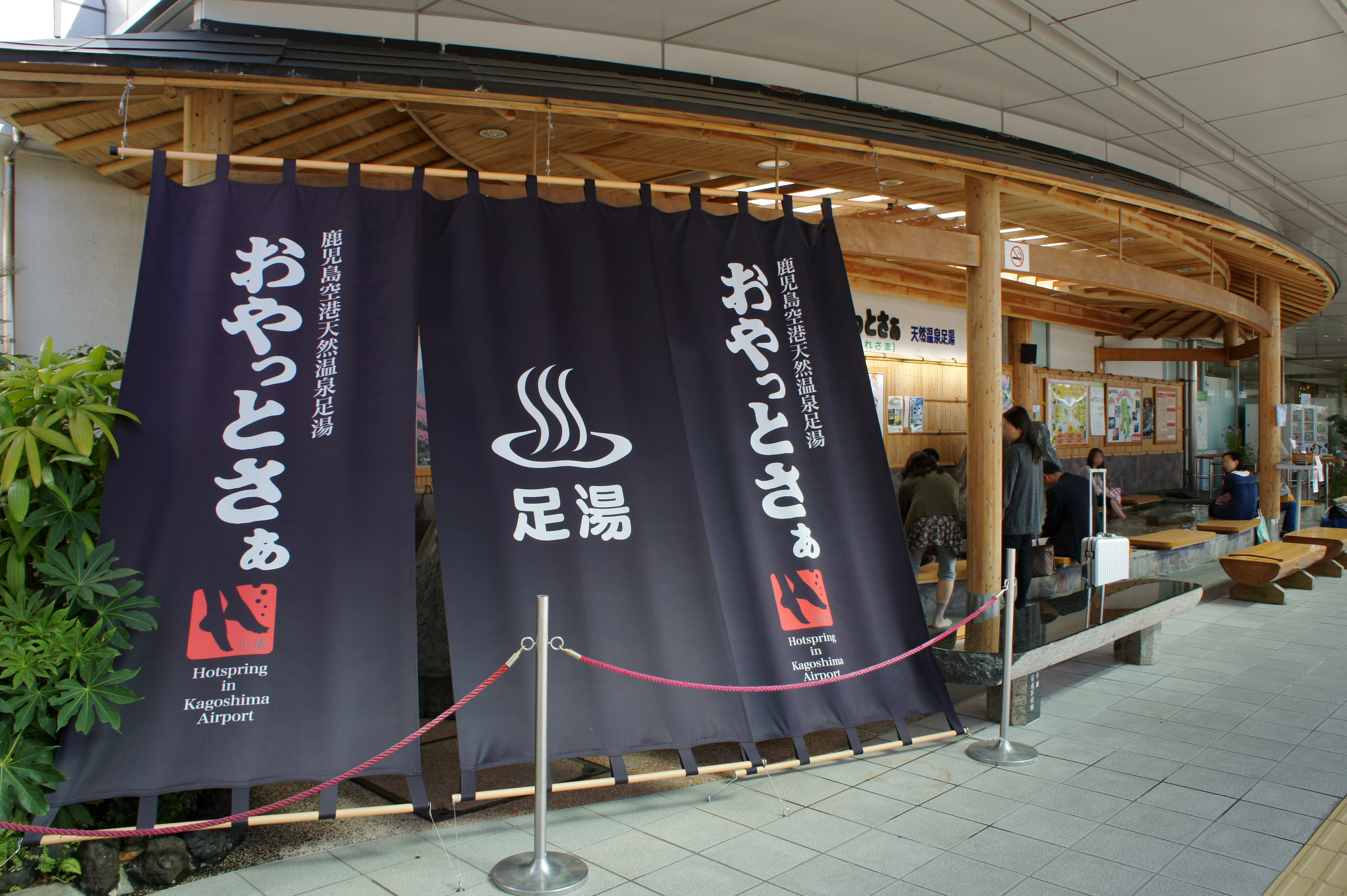
空港温泉足湯 おやっとさぁ
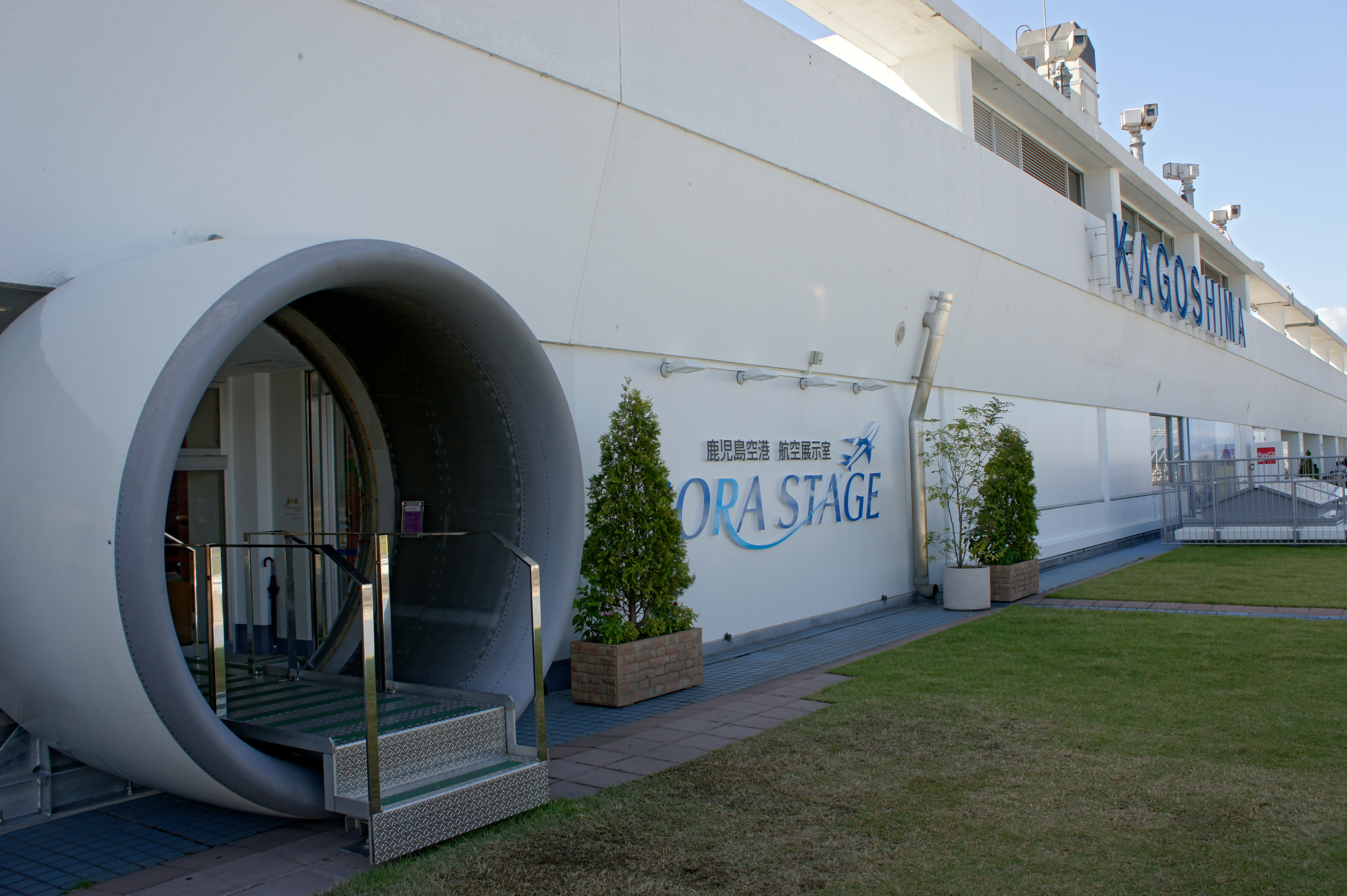
ソラステージ
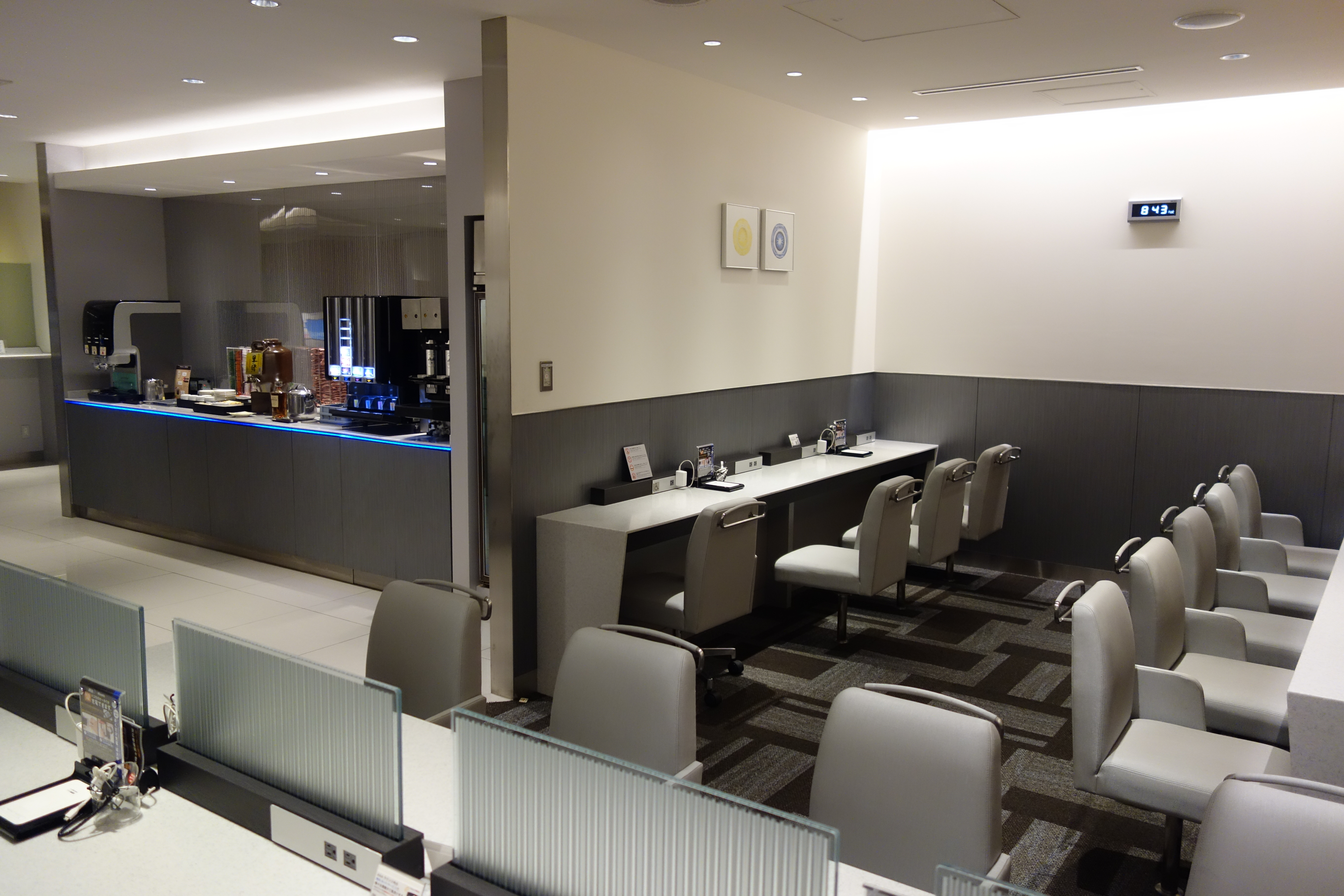
ANAラウンジ

### 事務所・格納庫
- 日本エアコミューター
ハブ空港であり、離島路線の拠点である。格納庫があり、航空機の整備を行っている。また、会社規模により日本における地域航空機材整備基地としての委託もあり、他社（AMX、HACなど将来的にORCやトキエアの可能性もあり）[16]などの整備委託機体の飛来もある。
- 新日本航空
薩摩硫黄島飛行場（月・水曜／休航中）および諏訪之瀬島飛行場（火・金曜）へそれぞれ週2便セスナ機による定期チャーター便の運航や鹿児島空港起点の遊覧チャーター飛行、訓練飛行、空撮運航などを提供している[17]。
- 鹿児島国際航空
事務所、格納庫があり、ドクターヘリ委託運航など主に回転翼（ヘリコプター）による遊覧チャーター飛行、訓練飛行、空撮運航などを提供している[18]。
- ノエビアアビエーション
事務所・格納庫がある。

## 就航路線
航空会社が2社以上記載の場合、最初に記載の航空会社の機材・乗務員による共同運航便（コードシェア便）である。詳細は 月刊時刻表 を参照。

### 国内線
| 航空会社                                                                      | 就航地                                             |
| ----------------------------------------------------------------------------- | -------------------------------------------------- |
| 日本航空 (JAL)                                                                | 東京/羽田、大阪/伊丹、松山、福岡、奄美、徳之島     |
| 日本航空 (JAL)・全日本空輸 (ANA)                                              | 種子島、屋久島、奄美、喜界、徳之島、沖永良部、与論 |
| 全日本空輸 (ANA)                                                              | 東京/羽田、大阪/伊丹、名古屋/中部                  |
| スカイマーク (SKY)                                                            | 東京/羽田、大阪/神戸、名古屋/中部、奄美            |
| ソラシドエア (SNJ)・全日本空輸 (ANA)                                          | 東京/羽田、名古屋/中部、沖縄/那覇                  |
| フジドリームエアラインズ (FDA)・日本航空 (JAL)                                | 静岡                                               |
| アイベックスエアラインズ（IBX）・全日本空輸 (ANA)                             | 大阪/伊丹                                          |
| ジェットスター・ジャパン (JJP) ・日本航空 (JAL) (JAL国際線との乗り継ぎ時のみ) | 東京/成田                                          |
| Peach Aviation (APJ)                                                          | 大阪/関西                                          |
| 新日本航空（NJA）                                                             | 薩摩硫黄島、諏訪之瀬島                             |

かつての定期就航路線

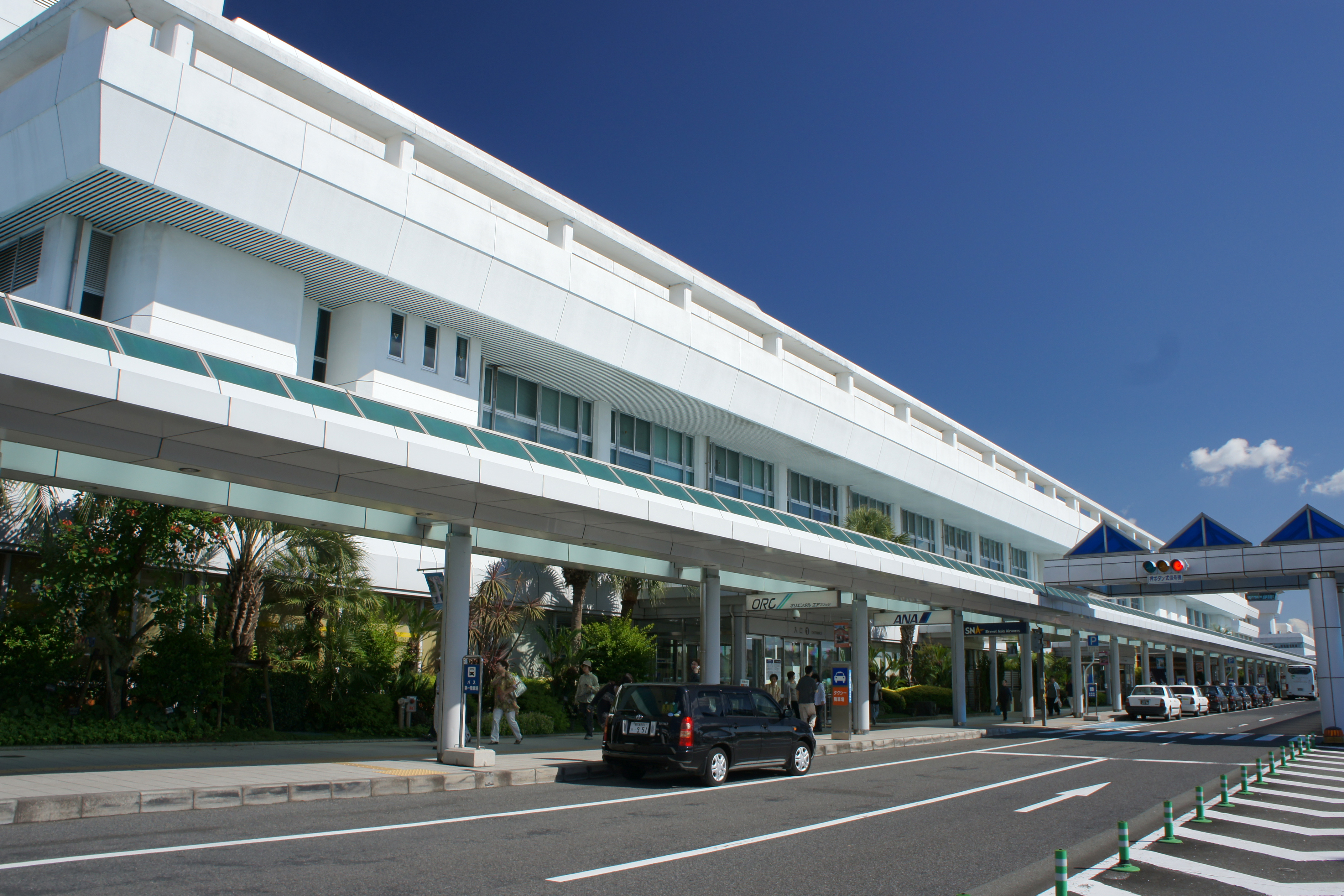
国内線ターミナル

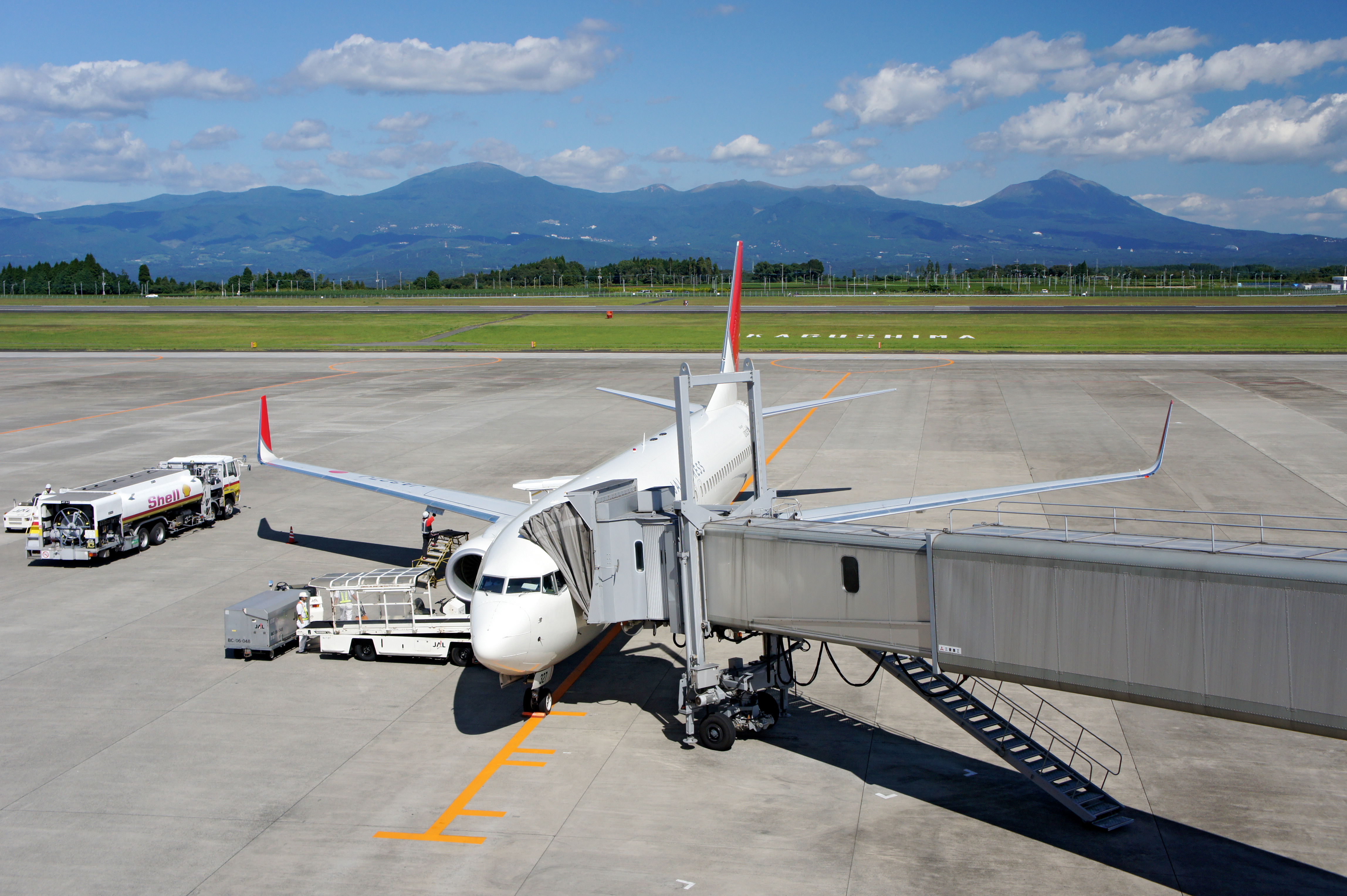
国内線エプロン

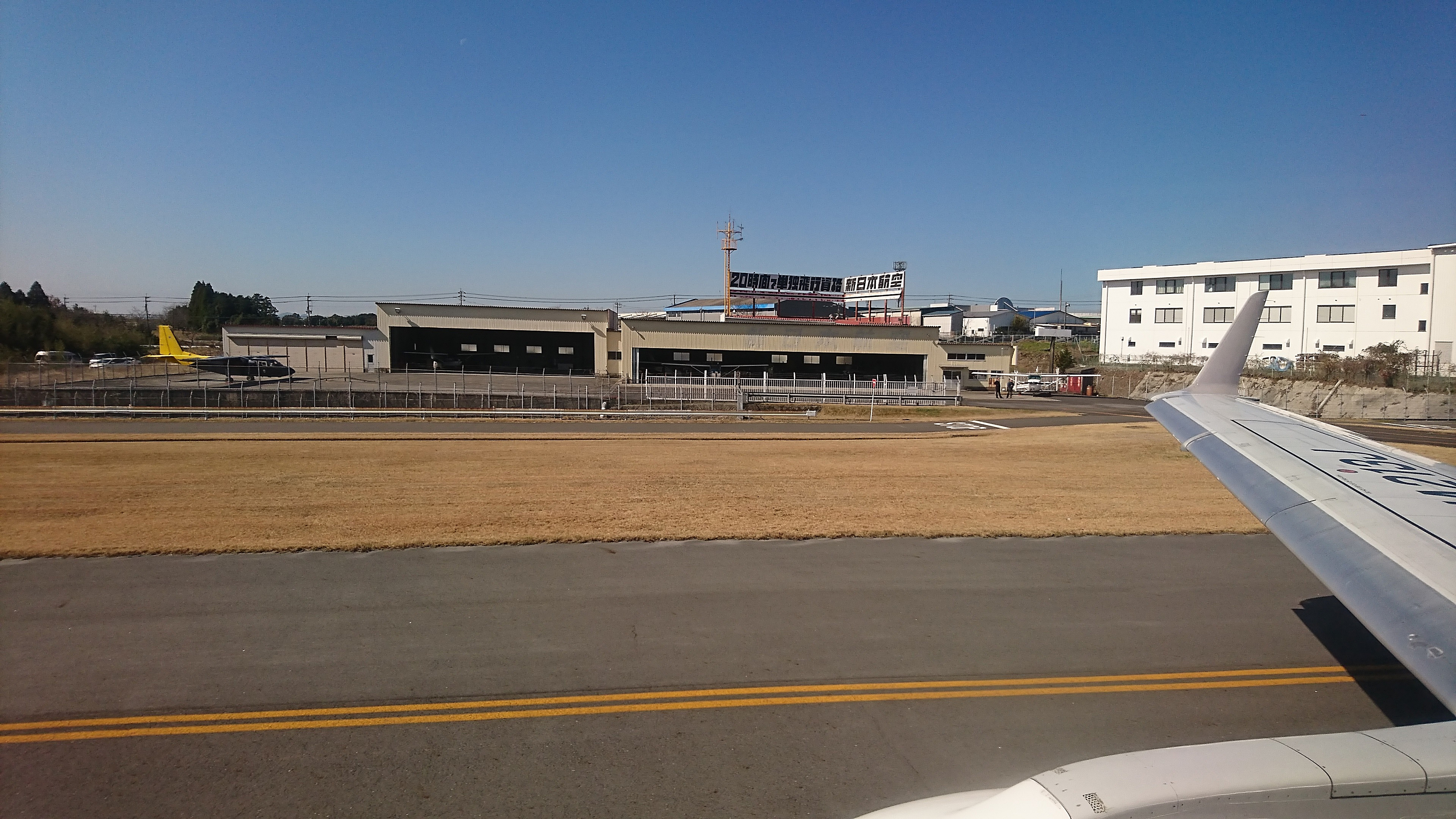
新日本航空棟（格納庫）
同社便はこの別棟で搭乗降機する

- 札幌/新千歳・仙台・小松・岡山・広島・広島西・高松・徳島・高知・長崎・大分

### 国際線

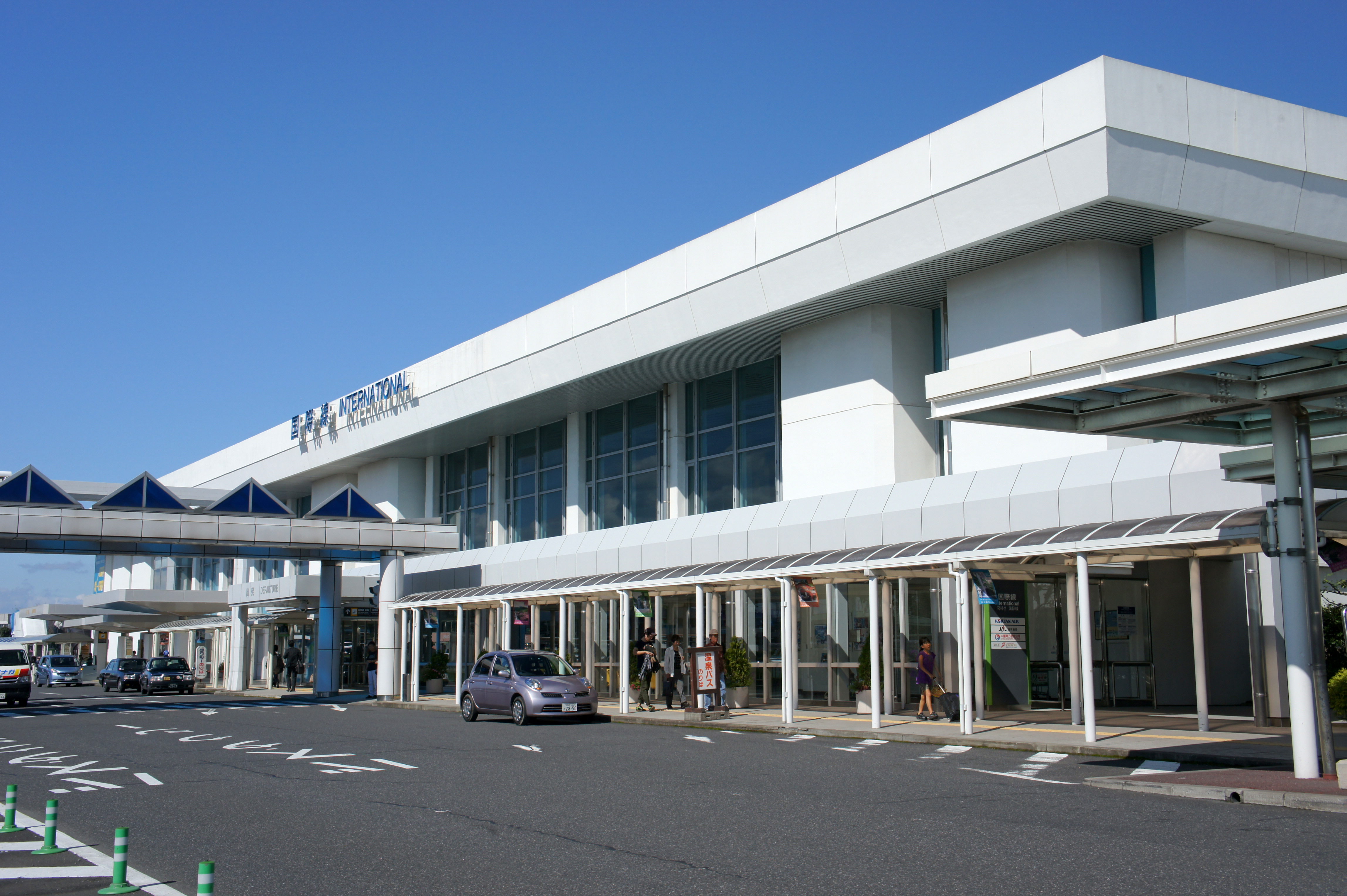
国際線ターミナル

| 航空会社                             | 就航地      |
| ------------------------------------ | ----------- |
| チャイナエアライン(CI)・日本航空(JL) | 台北/桃園   |
| 大韓航空 (KE) ・ 日本航空 (JL)       | ソウル/仁川 |
| チェジュ航空 (7C)                    | ソウル/仁川 |
| 中国東方航空 (MU) ・ 日本航空(JL)    | 上海/浦東   |

### 就航都市

#### 国内線
- 関東：東京/羽田、東京/成田
- 東海：静岡、名古屋/中部
- 関西：大阪/伊丹、大阪/関西、大阪/神戸
- 四国：松山
- 九州・沖縄：福岡、沖縄/那覇
- 県内：種子島、屋久島、奄美、喜界、徳之島、沖永良部、与論

#### 国際線
- 中国：上海/浦東
- 韓国：ソウル/仁川
- 台湾：台北/桃園

### 貨物便
鹿児島空港における貨物便の運航は不定期ではあるが、食用馬などを輸送するために臨時の貨物チャーター便が運航される。2024年現在の貨物チャーター便は以下の通り。
| 航空会社                    | 就航地                 |
| --------------------------- | ---------------------- |
| 全日本空輸 (ANA)            | 東京/羽田              |
| 大韓航空 (KE)               | アンカレッジ（到着便） |
| アジアカーゴエアライン (GM) | プノンペン（到着便）   |

### 運休・廃止された路線

#### 国内線
| 航空会社                       | 就航地                                 |
| ------------------------------ | -------------------------------------- |
| JALエクスプレス (JEX)          | 東京/羽田、大阪/伊丹、名古屋/中部      |
| 日本エアコミューター (JAC)     | 岡山、広島西、高松                     |
| 日本エアシステム (JAS)         | 東京/羽田、大阪/伊丹、奄美大島、徳之島 |
| 全日本空輸 (ANA)               | 札幌/新千歳、広島                      |
| エアーニッポン (ANK)           | 仙台、小松                             |
| アイベックスエアラインズ (IBX) | 名古屋/中部                            |
| オリエンタルエアブリッジ (ORC) | 長崎                                   |
| ジェットスター・ジャパン (JJP) | 名古屋/中部                            |

#### 国際線
| 航空会社                  | 就航地                                                                                   |
| ------------------------- | ---------------------------------------------------------------------------------------- |
| 日本航空 (JL)             | 啓徳空港（香港）、シンガポール・チャンギ国際空港（シンガポール）、ドンムアン空港（タイ） |
| ナウル航空 (ON)           | ナウル国際空港（ナウル）、 グアム国際空港（グアム）                                      |
| ニューギニア航空 (PX)     | ポートモレスビー国際空港（パプアニューギニア）                                           |
| 香港ドラゴン航空 (KA)     | 啓徳空港（香港）                                                                         |
| 香港エクスプレス航空 (UO) | 香港国際空港（香港）                                                                     |
| チェジュ航空 (7C)         | 大邱国際空港（大邱）                                                                     |

## 近辺の見どころ・宿泊
目前に霧島山が見え、周囲には妙見温泉など温泉が多い。
- 西郷公園
- 焼酎テーマパーク－バレル・バレープラハ&GEN
- かごしま空港ホテル（1972年開業、2024年3月末で閉館[21]）
- JR肥薩線嘉例川駅
- 高屋山上陵 - 日本神話の神であり、天皇家の祖先神のひとりである天津日高日子穂穂手見命（ヒコホホデミノミコト、ホオリノミコト）の山陵と伝えられる。

## アクセス

### バス
- 空港ターミナルビル：県内各都市や県外各都市への直通バスが出ているほか、都市間バスの鹿児島 - 熊本線「きりしま号」・鹿児島 - 福岡線「桜島号」（一部便のみ）が乗り入れている。案内窓口及び券売機が設けられている。
- 鹿児島空港南バスストップ：九州自動車道本線上に位置。過去には九州・本州各地を結ぶ長距離高速バスが発着していたが、鹿児島発着路線の大半が休止・廃止されたため、現在は福岡線のみの停車となっている。空港ターミナルビルまでは徒歩約15分。

### 道路
駐車場をご利用の方へ（空港公式サイト）も参照。
- 九州自動車道 - 溝辺鹿児島空港IC
- 国道504号
- 鹿児島県道56号隼人加治木線

### 鉄道
- JR - 肥薩線（アクセス路線ではなく、本数も少ないなど利便性は低い）
  - 中福良駅（直線距離約2キロ、実距離6.1キロ）滑走路の下の通路経由で歩いて行けなくもないが1時間は必要
  - 嘉例川駅（約4キロ、車で10分）
- 日豊本線の国分駅あるいは加治木駅からの路線バスがあるが、いずれも鉄道との接続は考慮されておらず本数もさほど多くない。なお国分駅前のほか鹿屋・志布志方面からのバスが近隣の霧島市役所を経由しておりこちらも利用可能。

## バス乗り場
| のりば | 方面                                                           | 種別             | 行先 |
| ------ | -------------------------------------------------------------- | ---------------- | --- |
| 6      | 加治木・姶良・加世田・枕崎・福岡・宮崎                         | 高速バス         | - 【桜島号】福岡 - 【マンゴーライナー号】宮崎 - 伊作・金峰支所経由 加世田・枕崎 |
| 6      | 加治木・姶良・加世田・枕崎・福岡・宮崎                         | 一般路線バス     | - 論地岡・バイパス経由 姶良ニュータウン - 帖佐駅・イオン姶良経由 蒲生・楠田 - 新生町・帖佐駅・イオン姶良経由 蒲生・楠田 - イオンタウン姶良 - 帖佐駅 - 加治木港                         |
| 6      | 加治木・姶良・加世田・枕崎・福岡・宮崎                         | 溝辺ふれあいバス | - ３番線 - ５番線 |
| 7      | 谷山・指宿・人吉・八代・熊本                                   | 高速バス         | - 【きりしま号】熊本 - 皇徳寺・中山団地経由 谷山 - 平川・喜入経由 指宿・山川桟橋 |
| 8      | 鹿児島市内                                                     | 高速バス         | - [ノンストップ]中央駅・天文館経由 市役所前 / 鹿児島本港(高速船ターミナル) - 伊敷・中央駅・天文館経由 市役所前 - 吉野・天文館・中央駅経由 県庁・鴨池港                                 |
| 9      | 栗野・大口・水俣・霧島温泉郷・宮之城・出水・阿久根・蒲生・川内 |                  | |
| 9      | 栗野・大口・水俣・霧島温泉郷・宮之城・出水・阿久根・蒲生・川内 | 一般路線バス     | - 蒲生経由 川内(京セラ第二工場) - 宮之城経由 出水・阿久根 - 幸田 / 栗野経由 大口・水俣 - 溝辺下十文字 - [妙見温泉バス]嘉例川駅・妙見温泉 隼人駅 - 丸尾（霧島温泉郷）経由 霧島神宮駅    |
| 10     | 鹿屋・垂水・岩川・志布志・国分・京セラ国分・妙見温泉・隼人     | 一般路線バス     | - 東九州道経由 鹿屋(東笠之原) - ホテル京セラ・牧之原・輝北経由 鹿屋(東笠之原) - ホテル京セラ・牧之原・岩川経由 志布志 - 姫城・国分駅 経由 京セラ国分 - 姫城・国分駅・検校橋経由 垂水港 |

## 旧・鹿児島空港
- 当時の空港位置　北緯31度33分21.03秒 東経130度33分26.78秒 / 北緯31.5558417度 東経130.5574389度

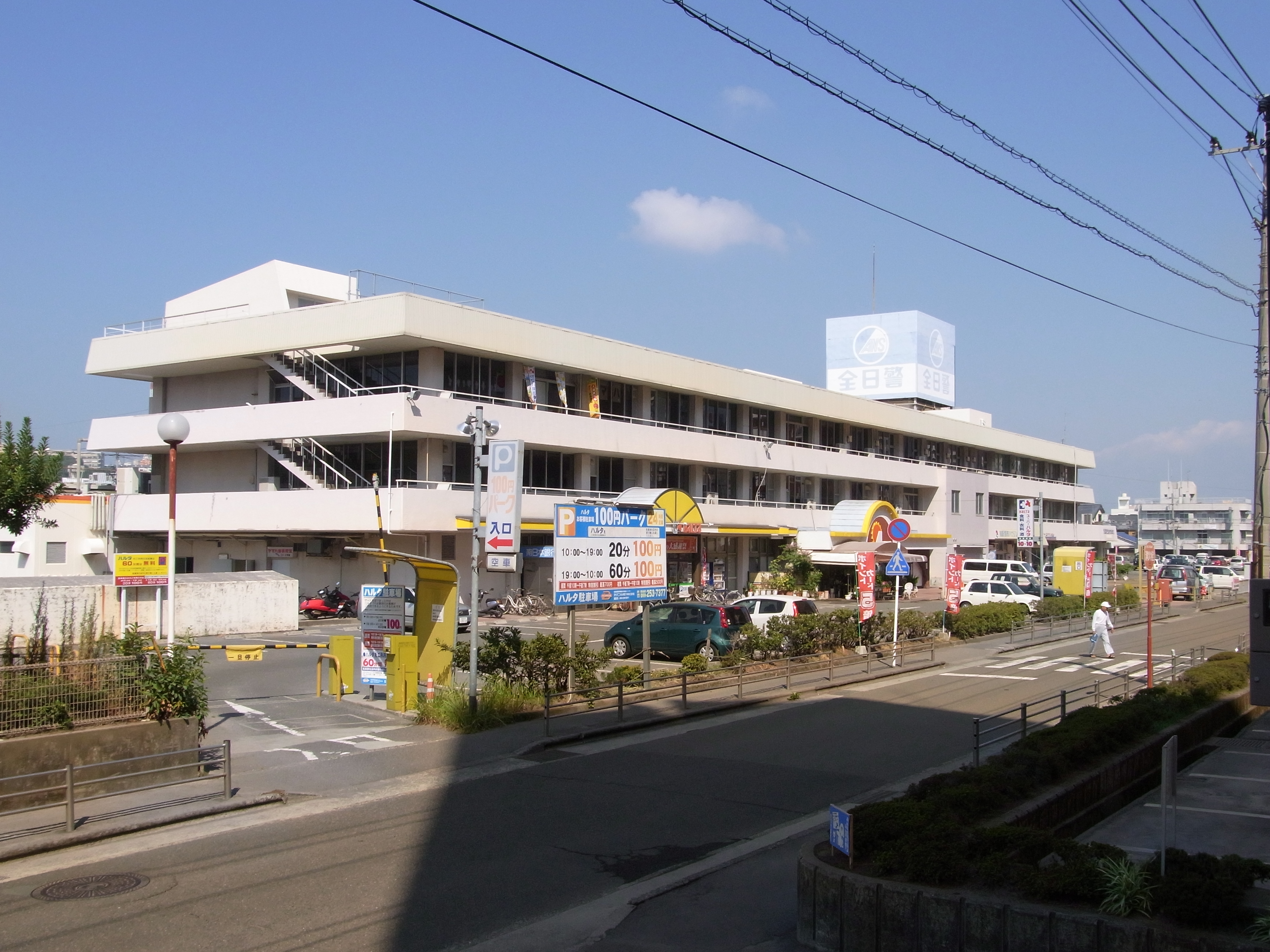
2014年初めまで現存していた旧空港ビル（鴨池）

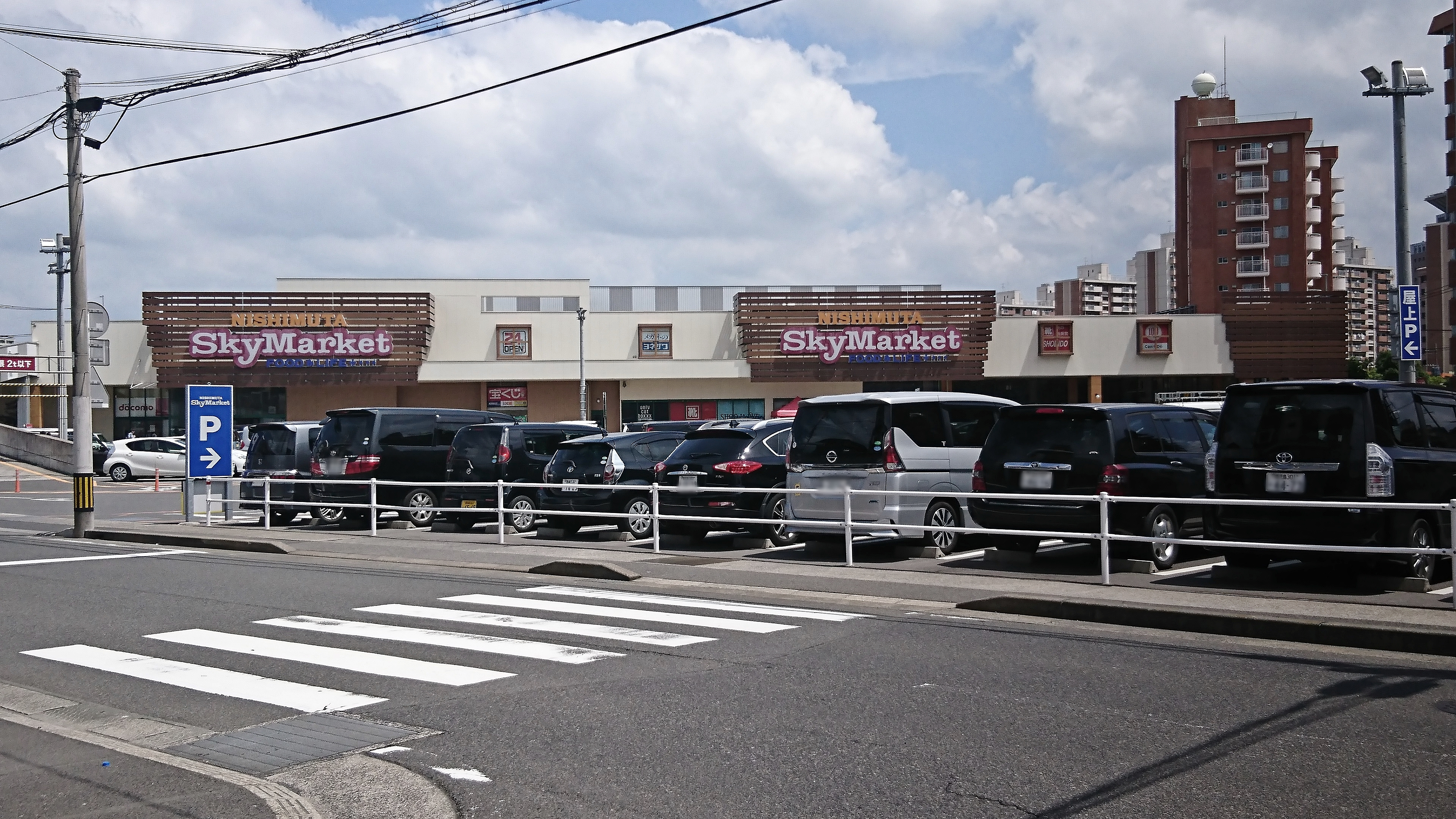
旧空港ビル跡にオープンしたニシムタ スカイマーケット鴨池店

旧・鹿児島空港は1932年、鹿児島市の中心にほど近い鴨池地区（真砂本町）に鹿児島市営水陸両用飛行場として建設され、第二次世界大戦中の1940年に海軍航空隊鹿児島基地として改装された。1,500m×600mの滑走路と16,900平方メートルの格納庫を擁し、練習航空隊の教育などに使用された。1945年、戦争の激化により教育は中止され、度重なる空襲によって使用できなくなった。特別攻撃隊の基点としては鹿屋飛行場と知覧飛行場（知覧特攻平和会館）が著名であるが、本飛行場も使用された。1957年、鹿児島基地の跡地に鹿児島空港（通称・鴨池空港）が第二種空港として開港した。
1972年に空港が現在地に移転。跡地は日本住宅公団により鴨池ニュータウンとして開発され、1996年には県庁や県警本部がこの一角に移転した。旧空港ビルは1978年からスーパーマーケットのスーパーハルタ アポロ店（2012年1月15日閉店）を含むテナントビルとして利用されていたが、老朽化のため解体が2013年に決定した。2014年始めに取り壊され、現在、跡地ではニシムタスカイマーケット（2015年4月23日開業）が営業している。スカイとあるように、かつての空港である名残を名前として残しており、店内にも旧鹿児島空港時代の写真などが展示されている。また、旧格納庫は南国交通鹿児島営業所の車庫として利用されていたが、車庫が2008年8月に鹿児島市小野町へ移転したことから翌9月に取り壊された。

## 事故・トラブル
- 2019年10月12日11時20分頃、鹿児島空港発種子島空港行き日本エアコミューター3763便が、当空港を離陸してから12分後に乱気流に巻き込まれ、出発地の鹿児島空港へ引き返した。この便の乗客16人に怪我はなかったが、客室乗務員1人が骨折した。国土交通省交通局は重大インシデントとして本件を航空事故に認定、16日に運輸安全委員会の調査官2名が日本エアコミューターへ派遣した。なお事故当日、機体が揺れた地点は令和元年東日本台風（台風19号）の強風域から外れていたが、北からの風は強いままであった。また鹿児島空港から東京羽田空港へ発着する便も多数の欠航も出ていた[26][27]。
- 2024年6月9日、新日本航空のセスナ機1機が空港から南東1.4マイル付近の森林の木に引っかかった状態で不時着。セスナ機には操縦士2名が乗っていたが、無事救助され命に別状はなかった。当該機はその後、航空の用に供さないとして、2024年10月付で登録抹消された。
- 2024年11月30日13時45分頃、羽田空港発鹿児島空港行き日本航空647便(機種：B737-800)が、当空港へ着陸直後、滑走路上で右主脚翼側のタイヤがバーストし、白煙が上がった。その後機体は自力でスポット手前まで自走し、出動した空港消防隊が安全を確認後、トーイングカーで本来のスポット停止位置までけん引された。乗客乗員150人にケガはなかった。なお、トラブルの影響で折り返し1便が欠航し、さらに滑走路点検の影響で2便に遅れが出たものの、その後の運航に大きな影響はなかった。当該機は後日、乗客を乗せずに羽田空港へフェリーされた。

## その他
- 東京線が最も大きなシェアを持ち、大阪線・中部線・奄美大島線・福岡線・那覇線と続く。ワイドボディ機は、幹線を除くと東京線や大阪線に導入されたケースが多い。また、そうした背景から多数メモリアルフライトに使用された路線である。羽田〜鹿児島線におけるワイドボディ機のメモリアルフライトは下記の通り。
  - 東亜国内航空（現日本航空）・エアバスA300のファーストフライト（1981年3月1日）
  - 日本航空・マクドネル・ダグラス MD-11のファーストフライト（1994年4月1日）[28]
  - 同・ボーイング777-200のファーストフライト（1996年4月26日）[29]
  - 同・ボーイング777-300のファーストフライト（1998年8月8日）
  - 全日本空輸・ロッキード L-1011 トライスターのラストフライト（1995年11月30日）[30]
  - 同・ボーイング747-SRのラストフライト（2006年3月10日[注 5]）[31]
- 空港内には離島路線を担う日本エアコミューターの本社がある。同空港を拠点に奄美、沖永良部、与論などの薩南諸島への路線を展開している。その主力であった唯一の国産旅客機YS-11の国内ラストフライトの到着地である（2006年9月30日JAC3806便 沖永良部発鹿児島行）。
- 2002年4月から2006年4月の期間、スカイマークエアラインズ（現スカイマーク）によって羽田空港便が就航していたが、就航から4年で撤退した。このとき、搭乗率が平均60%台（当時の羽田 - 福岡線に次ぐ利用率）という高い数字を維持していたにもかかわらず、羽田空港の新規発着枠を確保する目的で鹿児島からの撤退を決断したことで、6億を超える多額の出資を行った地元経済界から猛反発を受けた。撤退の背景には当時50億円の赤字を抱えたスカイマークが、より高い収益を確保すべく路線の集約をもって機材の回転数を上げる狙いがあったとされる。岩崎産業が訴訟を提起するなど、同社が撤退した3路線の中でも最も激しい抗議があったのが鹿児島であった。
- 現在地は第二次世界大戦中に海軍航空隊・国分第二基地として、沖縄方面への特攻出撃などにも使用されていた場所である。滑走路34方向に空港公園があり、戦時中の滑走路の破片が展示されている。
- 食用馬の輸入量が日本一多い。大消費地である熊本に近いこと、動物検疫所があることが理由[32]。
- 待合室の座席には1974年の開港時に設置されたハーマンミラー社のイームズチェアが現役として残されている。
- 鹿児島県知事三反園訓（当時）は、県が主導する「明治維新１５０周年記念プロジェクト」の一環として鹿児島空港の愛称を付けることを表明し[33]、2017年7月4日、第2回総会において「鹿児島西郷（せご）どん空港」もしくは「鹿児島西郷（さいごう）どん空港」とすることが提案された[34]。しかし賛否両論となり、結論は持ち越された[35]。
- 空港の近隣に、常に噴火活動を続ける桜島や、平成以降も何度か噴火を起こしている新燃岳など、活発な活火山が所在する立地のため、火山灰の影響により欠航となる例も時折見られる[36]。